# Амгун
Амгу̀н (на руски: Амгунь) е река в Азиатската част на Русия, Далечния Изток, Хабаровски край, ляв приток на Амур. Дължината ѝ е 723 km, която ѝ отрежда 91-во място по дължина сред реките на Русия.
Река Амгун се образува от сливането на двете съставящи я реки Сулук (132 km, лява съставяща) и Аякит (58 km, дясна съставяща) водещи началото си от Бурейнския хребет, на 570 m н.в., в югозападната част на Хабаровски край. Горното течение на реката е в североизточно направление и се простира между два високи до 2500 m хребети – Бурейнски (2167 m) на запад и Баджалски (2512 m) на изток. Тук течението на реката е бързо, с прагове и малки водопади, а долината е тясна, дълбока, със стръмни склонове изрязани с дълги и тесни долини на многочислените планински реки и ручеи, притоци на Амгун. Средното течение на Амгун протича в същата посока в пределите на обширната и плоска Евороно-Чукчагирска низина с надморска височина 70 – 80 m. Тук долината на реката е слабо изразена, силно заблатена, с множество езера (най-голямо Чукчагирско). След преминаването си през Евороно-Чукчагирската низина Амгун плавно завива на изток, преминава покрай хребетите Омалски (855 m) на север и Омелдински (1567 m) на юг, където долината на реката се стеснява и след устието на десния си приток река Им (при 125 km) навлиза в ниската (до 6 – 10 m н.в.) и равна Амуро-Амгунска низина. Влива се отляво в река Амур, при нейния 146 km, на 0 m н.в., срещу село Тир, в източната част на Хабаровски край.
Водосборният басейн на Амгун има площ от 55,5 хил. km2, което представлява 2,99% от водосборния басейн на река Амур и се простира в южната част на Хабаровски край, като голяма част от него е планинска. Климатът в басейна на реката е мусонен с елементи на остро континентален: средна януарска температура -24 °C, средна юлска – +18 °C. Годишната сума на валежите е от 600 mm в ниските части до 800 mm в планинските и падат предимно под формата на дъжд през летния сезон. Около 65% от площта на басейна е покрита от иглолистни гори.
Водосборният басейн на Амгун граничи със следните водосборни басейни:
- на север – водосборните басейни на малки и къси реки, вливащи се в Охотско море;
- на запад, юг, югоизток, изток и североизток – водосборните басейни на реките Зея, Бурея, Тунгуска, Горин, Бичи и други по-малки, леви притоци на Амур.

Река Амгун получава множество притоци с дължина над 10 km, като 6 от тях са с дължина над 100 km::
- 723 → Сулук 132 / 2500
- 472 ← Дуки 181 / 3330
- 420 → Нилан 142 / 2640
- 315 → Нимелен 311 / 14 100
- 277 ← Олджикан 118 / 2180
- 125 ← Им 130 / 3080

Подхранването на реката е предимно дъждовно. Пролетното пълноводие на реката е добре изразено, като обикновено започва през втората половина на април и продължава 1 – 1,5 месеца. През топлата част на годината (от края на май или началото на юни до първата половина на октомври) често се случват епизодични прииждания на реката, в резултат на поройни дъждове: в горната част на водосборния басейн от 7 до 12, а в долното течение от 4 до 10 пъти през сезона, като нивото на водата се повишава от 2 до 8 m и повече. Най-мощните прииждания се случват през август, а като цяло тези прииждания продължават 130 – 145 дни. За този период (от май до октомври) преминава около 97% от общия годишен отток на реката. Среден годишен отток в долното течение 488 m3/s, което като обем се равнява на 15,402 km3, максимален отток 2000 m3/s. Първите ледови явления се появяват в края на октомври, а до средата на ноември реката замръзва по цялото си протежение, като дебелината на леда достига до 1,4 – 1,7 m, а продължителността на заледяването е 180 – 190 дни. Амгун се размразява в първата половина на май.
По течението на Амгун има малко населени места, само села, като най-голямото от тях е село Полина Осипенко (районен център)
В басейна на реката са открити находища злато, извършва се добив на дървен материал и е развито рибното стопанство. Река Амгун е плавателна на 330 от устието си, до село Полина Осипенко. На протежение от 250 km, от образуването на реката при село Могди до устието на река Дуки при село Тавлинка по долината на реката преминава участък от Байкало-Амурската железопътна линия.
Устието на Амгун е открито праз септември 1644 г. от руския първопроходец Василий Поярков по време на плаването му надолу по река Амур, но до средата на ХІХ век няма никакви сведения за течението на реката. Пред периода 1849 – 55 г. се провежда т.нар. Амуро-Сахалинска експедиция възглавявана от морския капитан Генадий Невелски, а неговите сподвижници лейтенантите Дмитрий Орлов и Николай Бошняк дават първите достоверни сведения за реката. През 1851 – 52 г. Дмитрий Орлов изследва долното течение на реката и северно от него открива Омалския хребет, явяващ се вододел между Амгун и реките течащи на север и вливащи в Охотско море. Пряз същата 1852 г. Николай Бошняк се изкачва по реката до средното ѝ течение и открива, изследва и прави първото грубо картиране на Евороно-Чукчагирската низина, като открива в нея големите езера Еворон и Чукчагирско. През 1862 г. руският ботаник пи географ от немски произход Фьодор Шмид извършва първите физикогеографски изследвания по долното и средно течение на Амгун.